# Палац Кресія
Палац Кресія (словен. palača Kresija) — будівля, яка разом з особняком Філіпа знаменує собою в'їзд до старого міста Любляни, столиці Словенії. Стоїть на набережній Адамича і Лундера (Adamič-Lundrovo nabrežje) на правому березі річки Любляниці відразу після Потрійного мосту і межує з площею Погачара (Pogačarjev trg), вулицею Стрітара (Stritarjeva ulica) і вулицею Мачека (Mačkova ulica). До 2007 року в будівлі розташовувалася адміністрація центру Любляни, зараз тут знаходиться ряд муніципальних офісів, галерея Kresija та Люблянський туристичний центр.

## Історія

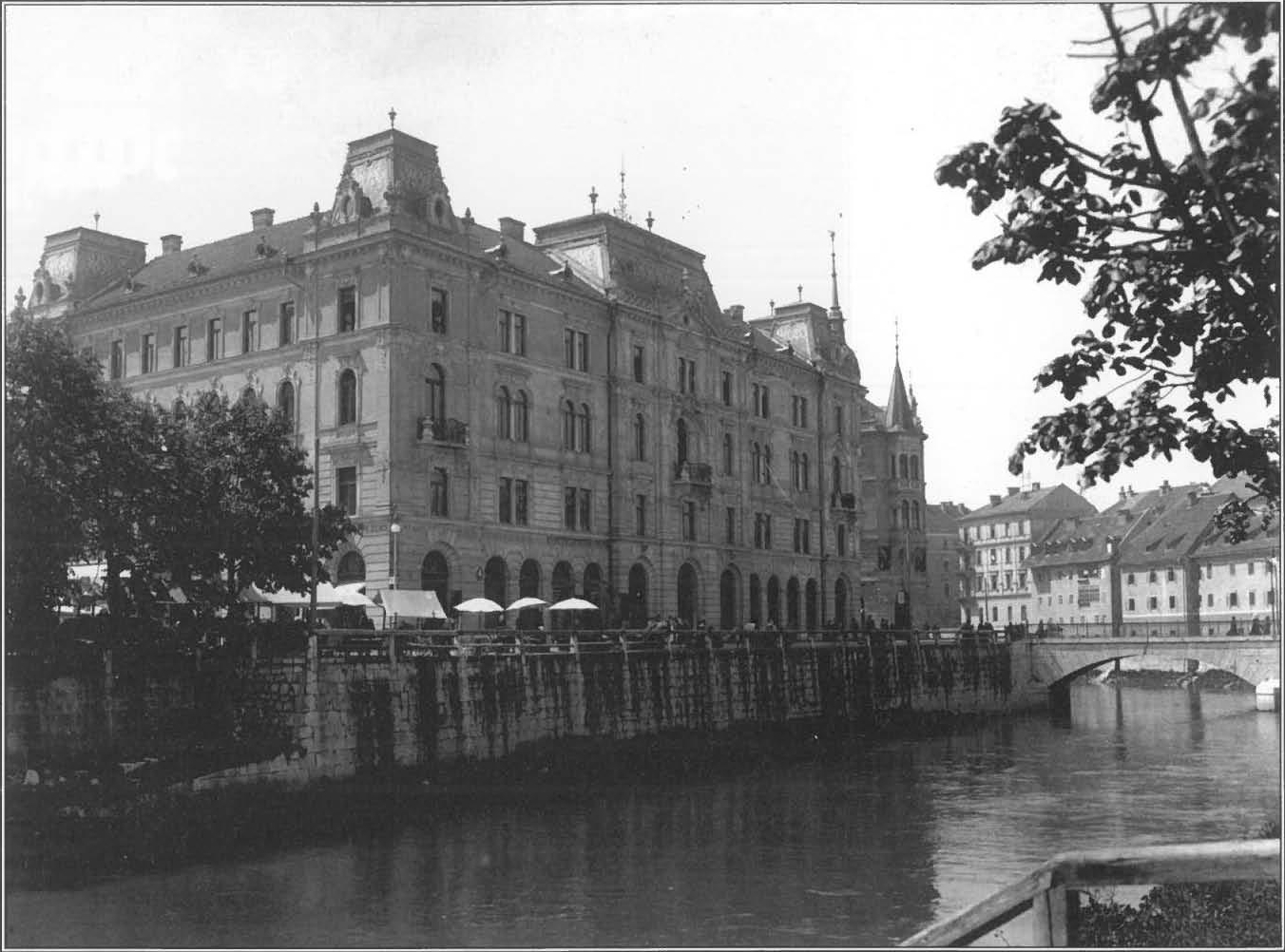
Палац Кресія у 1898 році

Назва будівлі походить від німецького слова Kreisamt, що означає районне управління Любляни. До Люблянського землетрусу 1895 року на цьому місці була будівля лікарні та школи. У першій половині 19 століття на першому поверсі розташовувалося окружне управління. Поруч до 1831 року стояла церква Святої Єлизавети.

## Архітектура

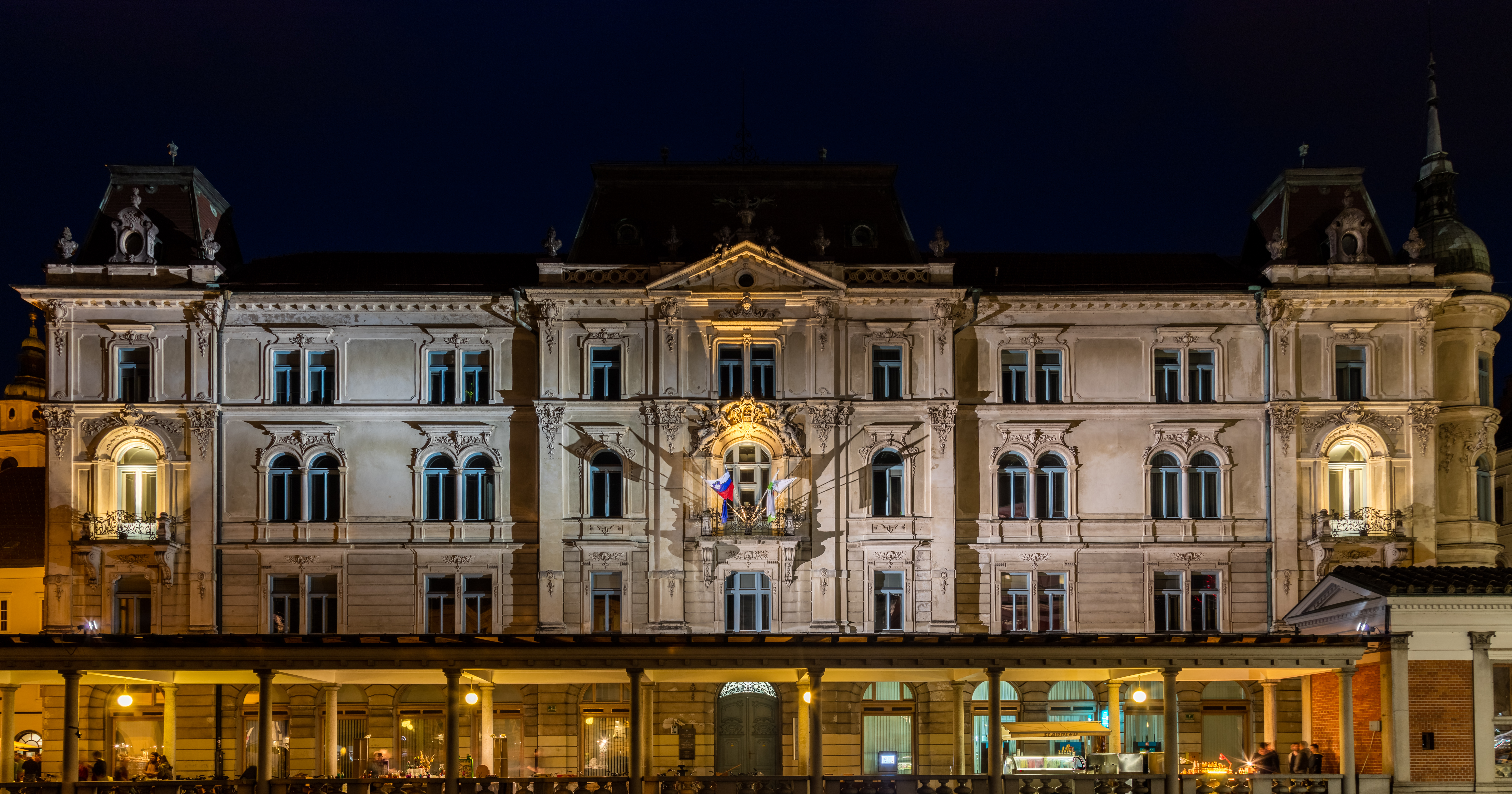
Нічний вид

Будівля має неправильний квадратний план і внутрішній двір. Відзначається неоренесансними фасадами та інтер'єром. Оздоблення нагадує бароко. За проектом грацького архітектора Леопольда Теєра була зведена у 1897 і 1898 роках, після землетрусу 1895 року. Вхідний портал будівлі повернутий у бік набережної Адамича і Лундера. Над ним розташований балкон з кованою огорожею, а над балконом — герб міста Любляни в картуші, обабіч якого встановлено по скульптурі генія. Генії — робота скульптора Алоїза Репіча (1866—1941).

## Меморіали
З 1999 року на південно-західному фасаді, поверненому до вулиці Стрітар, будівлі Кресії встановлено два погруддя — протестантського граматика Адама Богорича та лікаря 17 століття Марко Гербека. Під вежею на північно-західній кутовій стороні у 2005 році була встановлена меморіальна дошка на згадку про Маневрені структури національного захисту — воєнізоване формування, яке таємно діяло в будівлі в 1991 році і зробило свій внесок у встановлення незалежності Словенії. Інша меморіальна дошка, присвячена Люблянській координаційній групі зусиль за незалежність у 1991 році, була встановлена у 2008 році.